# 黄家营镇
黄家营镇，是中华人民共和国陕西省汉中市洋县下辖的一个乡镇级行政单位。

## 行政区划
黄家营镇下辖以下地区：
黄家营村、庙坝村、桃溪村、四郎庙村、寨沟村、骆驼项村、周家沟村、真符村、石家坎村、三溪关村、三岔村、华家沟村、庞湾村和蔡坝村。